# Tracy Ip Chui-Chui
Tracy Ip Chui-Chui (Hongkong, 10 september 1981) (jiaxiang: Shanghai) is een Hongkongse actrice die in 2005 de titel Miss Hong Kong Pageant won. 
Ip Chui-Chui komt uit een gezin van vier mensen en had vroeger een paar jaar in King Edward's School, Witley gestudeerd. Ze had in 2005 de slachtoffers van de tsunami Sri Lanka en Thailand bezocht. Heden werkt ze als actrice in verschillende TVB-series. In 2005 won Ip Chui-Chui de eerste prijs op het jaarlijkse Miss Hong Kongevenement. In datzelfde jaar deed ze mee als miss Hongkong aan de Miss Worldverkiezing in Sanya, op het Chinese eiland Hainan.

## Filmografie

### 2005
- muziekclip 《佳節》 van Hacken Lee

### 2006
- casting van TVB Chinees Nieuwjaargala 2006 TVB春節晚會

### 2007
- Stad van de Olympische Spelen 奧運之城
- Infolink 事必關己
- Heart of Greed als Cherry
- Steps als Anita
- presentator van de jubileumviering van TVB

### 2008
- Infolink 事必關己
- Dressage to Win  als Tai Ma Tai/大馬太
- Love Exchange als Sophie
- When A Dog Loves A Cat als Cheung Ka-Ka/張嘉嘉
- Moonlight Resonance als Ting-Ting/婷婷
- The Greatness Of A Hero